# Tangerine Dream
Tangerine Dream és el nom d'un grup alemany de música electrònica, sovint descrita com a música Ambient o New Age.
Formats el 1967, Tangerine Dream han conegut diferents canvis en la seva formació durant els anys; éssent Edgar Froese l'únic membre originari fins a la seva mort el 2015. Actualment el grup està liderat per Thorsten Quaeschning i Ulrich Schnauss. El seu estil també ha anat canviant: adscrits al corrent Kosmische Musik (Música còsmica) en els seus inicis, anaren introduint progressivament l'ús de sintetitzadors i seqüenciadors per crear obres molt influents en el desenvolupament de la música Ambient, la música New Age o fins i tot el dance i trance. Un altre camp on Tangerine Dream destaquen és la composició de bandes sonores de pel·lícules.

## Biografia

### Formació
El 1966 Edgar Froese, era estudiant de la Kunstakademie (Acadèmia de les Arts) de Berlín i líder d'un grup de rock anomenat The Ones, va anar a Barcelona i, posteriorment, a Cadaqués amb un company d'estudis, on conegueren Salvador Dalí. Com a resultat del contacte amb l'artista, Froese va replantejar-se molts dels seus postulats musicals, cosa que provocà la dissolució de The Ones. Un any més tard, i després d'una breu estada a París, Froese formà una altra banda, Minus Plus, en companyia de Charlie Mariano i Conrad Schnitzler. Poc després Charlie Mariano els deixà i fou substituït per Klaus Schulze, que en aquella època tocava la bateria amb el conjunt Psy Free. Però ja aleshores el grup de Froese i Schnitzler tenia un altre nom, el definitiu: Tangerine Dream.

### 1970-1973
El 1969, el trio format per Froese (efectes electrònics, guitarres elèctriques, orgue i piano), Schnitzler (violí) i Schulze (bateria) interpretà una sessió de música improvisada, que van enregistrar a un pis de Kreuzberg (Berlín). Els seus autors no tenien la intenció de publicar-la oficialment, però un amic la portà —sense el coneixement dels membres del grup— al segell berlinès Ohr, que va interessar-s'hi; així, el 1970, veié la llum el primer treball oficial de Tangerine Dream, anomenat Electronic Meditation, un disc que recull les idees surrealistes i rebels dels tres músics, comunes a moltes altres bandes alemanyes de l'època. Poc després de la seva publicació, Schulze i Schnitzler deixaren Tangerine Dream; Schulze inicià una brillant carrera en solitari (també en el terreny de la música ambient) mentre Schnitzler tornava al seu grup paral·lel, Cluster, amb Hans-Joachim Roedelius i Dieter Moebius.
Froese conegué un any després el músic Christopher Franke, percussionista influït pel jazz, però molt interessat pels instruments electrònics, i que tocava al grup Agitation Free. Froese, Franke i el tercer membre Steve Schroyder (orgue) enregistren el 1971 el segon àlbum de Tangerine Dream, Alpha Centauri, encara molt psicodèlic, però amb més presència dels sintetitzadors; aquesta tendència s'accentuà al seu tercer disc, Zeit (1972), enregistrat ja amb la col·laboració als teclats de Peter Baumann. Aquesta formació esdevindria la primera formació "clàssica" del grup.
L'èxit arribà amb el quart disc, Atem (1973), que fou anomenat "Àlbum de l'any" pel prestigiós DJ radiofònic anglès John Peel. Com a resultat d'aquest reconeixement, el segell discogràfic Virgin Records s'hi va fixar i començà a moure fils per contractar-los; d'aquesta manera va acabar el període amb la discogràfica Ohr, conegut com "els anys roses" (The Pink Years"), ja que el logotip d'Ohr era una orella —Ohr, en alemany, significa precisament "orella"— de color rosa.

### 1974-1983
L'estiu de 1973, Tangerine Dream (reduïts momentàniament al duet Froese/Franke, ja que Peter Baumann es va prendre unes vacances per viatjar a l'Índia i Nepal) enregistraren nou material als estudis Skyline, de Berlín; aquests nous temes van ser presentats a la discogràfica Virgin Records, que hi va respondre afirmativament i els oferí un contracte. Tangerine Dream arxivaren aquestes peces que havien enregistrat fins al 1986, any en què (amb petites modificacions) foren finalment publicades sota el títol de Green Desert.
Ja al segell Virgin Records i novament amb la participació de Baumann, Tangerine Dream editen el 1974 el seu cinquè disc, Phaedra (a més, aquell mateix any va aparèixer el primer disc en solitari d'Edgar Froese, anomenat Aqua). "Phaedra", interpretat utilitzant seqüenciadors, flauta, orgue, el Mellotron i sintetitzadors com el Moog Minimoog o el EMS VCS 3 Synthi, fou un gran èxit a nivell internacional i arribà als primers llocs de les llistes de vendes d'arreu del món. Per promocionar-lo tocaren en concert a la catedral de Reims juntament amb la cantant Nico; com a resultat de l'atmosfera d'aquest recital, les autoritats eclesiàstiques van prohibir al grup de tornar a tocar en un recinte sagrat, mentre el Papa demanava que es tornés a beneir l'edifici.
Durant els anys següents, Tangerine Dream aprofundiren en l'estil electrònic que els havia portat la fama, en discos com Rubycon (1975), el melòdic Stratosfear (1976) (el primer disc on utilitzen una caixa de ritmes) o els directes Ricochet (1975) (amb ritmes creats mitjançant sons sintètics seqüenciats) i el doble LP Encore, aquest últim enregistrat a partir d'unes actuacions del grup durant una gira que realitzaren als Estats Units el 1977. A més, Tangerine Dream compongueren la banda sonora de la pel·lícula Sorcerer, estrenada també el 1977.
"Encore" fou l'últim disc de Peter Baumann com a membre de Tangerine Dream; un any després se separà del grup, per iniciar la seva carrera en solitari i, uns anys més tard, fundar el segell discogràfic Private Music. Froese i Franke comptaren amb la col·laboració de Steve Jolliffe (flauta, veu) i Klaus Krieger (bateria) per enregistrar Cyclone (1978), el seu primer disc amb cantants; Krieger repetiria un any després al disc Force Majeure, on Froese i Franke comencen a mostrar senyals de l'evolució futura del so de Tangerine Dream.
El 1980, Froese i Franke van conèixer l'organista berlinès Johannes Schmoelling, a qui van reclutar per al disc Tangram, encara basat en llargues composicions com en la seva etapa anterior amb Baumann; tanmateix, després de l'àlbum en directe Quichotte (enregistrat al Palast der Republik de Berlín) i de la banda sonora Thief —de la pel·lícula de Michael Mann—, Tangerine Dream comencen a evolucionar cap a formes més accessibles. Una mostra d'aquest nou so és el disc Exit, de 1981, que inclou temes més curts i moltes seqüències melòdiques. White Eagle (1982), Logos (1982, en directe) i Hyperborea (1983) combinaven temes curts propers al pop amb peces llargues i atmosfèriques; instrumentalment, les melodies i els ritmes guanyen en complexitat, mentre el grup experimenta amb nous sintetitzadors digitals (com el PPG Wave 2) i samplers com l'E-mu Emulator.

### 1984-1987
El 1983 s'acabà el contracte que Tangerine Dream tenien amb Virgin Records i en signaren un de nou amb la discogràfica Jive Records; el primer disc amb aquest segell fou un altre disc en concert, Poland (1984), enregistrat a Varsòvia el desembre de 1983. El disc Le Parc (1985) seria l'últim del grup amb Johannes Schmoelling, que inicià també una carrera en solitari. El seu substitut fou el teclista Paul Haslinger, amb qui enregistraren l'àlbum Underwater Sunlight (1986), acompanyat de diverses bandes sonores i la reedició del disc en directe "Quichotte" amb el títol Pergamon. El 1986, TD van fer diverses gires pels Estats Units.
Tyger, de 1987 fou el següent disc d'estudi de Tangerine Dream, basat en l'obra poètica de William Blake, i on TD tornaren a comptar amb un cantant, en aquest cas Jocelyn Bernadette Smith. A més, durant aquest període enregistraren nombroses bandes sonores i el directe Livemiles.

### 1988-1990
En aquests dos anys Tangerine Dream publicaren el seu material al segell del seu ex-company Peter Baumann, Private Music, basat a Seattle i que donà nom a aquesta etapa de la història del grup, anomenada "els anys de Seattle"; amb aquest segell publicaren els treballs Optical Race (1988), Lily on the Beach (1989) i Melrose (1990), a més de les bandes sonores Amenaça nuclear (1989) i Destination Berlin (1989). En tots aquests treballs es nota l'evolució del so de Tangerine Dream fins a formes més properes a la música pop; una altra mostra de l'interès d'Edgar Froese per aconseguir adaptar el so i imatge de Tangerine Dream a formes més majoritàries és la col·laboració durant la gira nord-americana de 1988 amb Andy Summers, ex-guitarrista de The Police.
Però aquesta època estigué marcada pels canvis en la formació del grup: Franke va separar-se de Tangerine Dream abans de començar les sessions de l'àlbum "Optical Race", extenuat per l'esgotador ritme de composicions, enregistraments i gires a què el grup estava sotmès; la seva pèrdua fou molt lamentada pels seguidors, car el seu domini dels seqüenciadors havia constituït una part fonamental del so del grup. El va substituir Ralf Wadephul, que només s'hi va estar un any. "Melrose" fou l'últim àlbum del teclista Paul Haslinger amb Tangerine Dream i el primer que incorporà el fill d'Edgar Froese, anomenat Jérôme, com a teclista i guitarrista.

### Mort d'Edgar Froese
Edgar Froese va morir de sobte a Viena el 20 de gener de 2015 a causa d'una embòlia pulmonar. El 6 d'abril de 2015, els membres restants del grup (Quaeschning, Schnauss i Yamane) i Bianca Acquaye (la vídua de Froese) es van comprometre a continuar treballant junts en un esforç per complir la visió de Froese per al grup. No obstant això, l'ex membre Jerome Froese va anunciar en la seva línia de temps de Facebook que, segons la seva opinió, Tangerine Dream no existiria sense el seu pare.
Tangerine Dream va interpretar el seu primer espectacle després de la mort de Froese el 9 de juny de 2016 a Szczecin, Polònia.
El 29 de setembre de 2017, Tangerine Dream va llançar el seu nou àlbum d'estudi titulat Quantum Gate, celebrant el 50 aniversari de la fundació de la banda.

### En l'actualitat

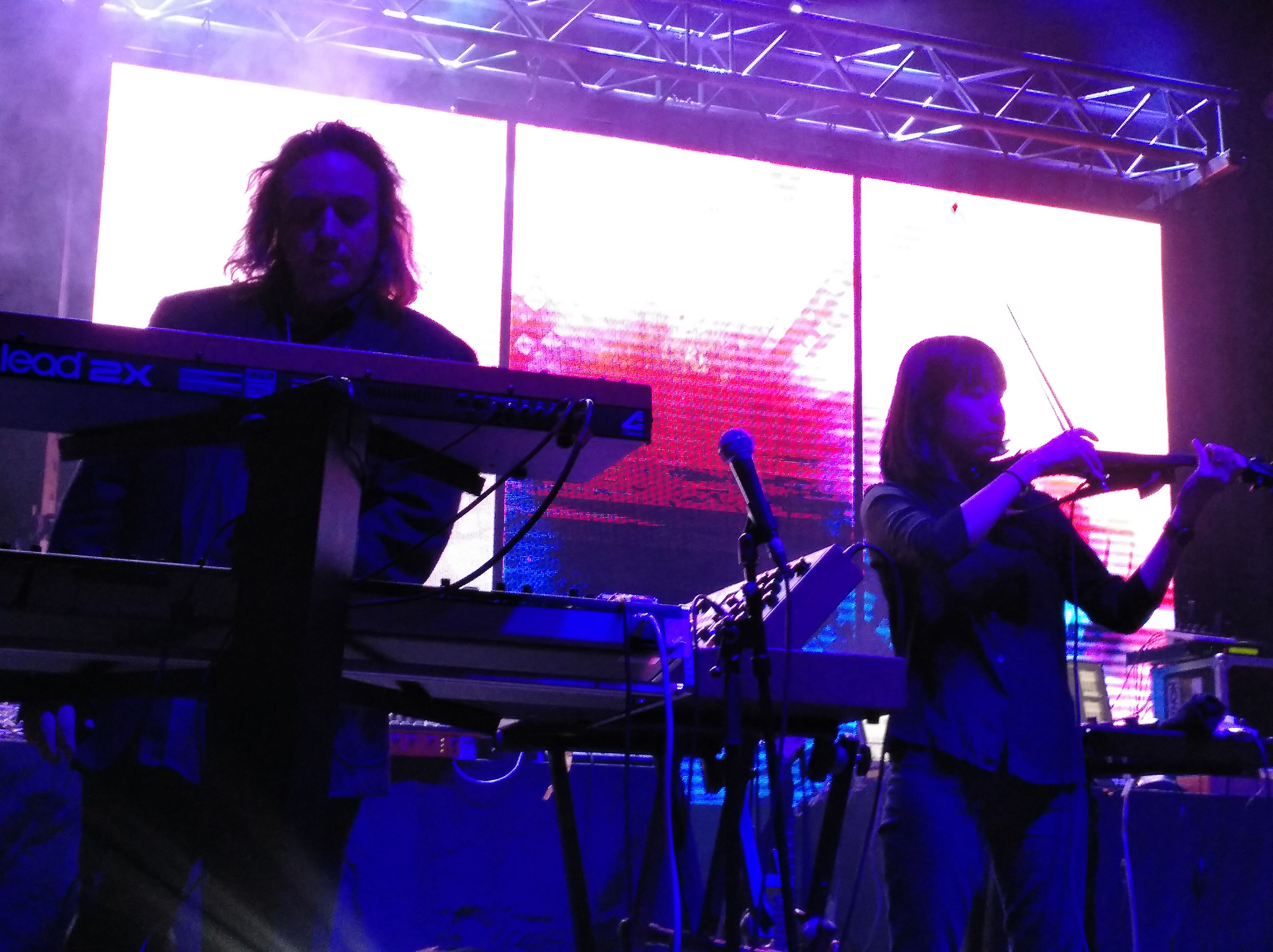
Thorsten Quaeschning i Hoshiko Yamane. Almàssera 2019.

En l'actualitat, Tangerine Dream està format per Quaeschning juntament amb Ulrich Schnauss i la celista/violinista Hoshiko Yamane. El fill d'Edgar, Jérôme, ha deixat el grup per concentrar-se en la seva carrera en solitari com a músic i DJ.

## Discografia
Tangerine Dream ha publicat més de cent àlbums (sense comptar les recopilacions i els llançaments de fans) durant les últimes cinc dècades. Un projecte per recollir i publicar enregistraments de concerts de fans, conegut com a Tangerine Tree, va estar actiu del 2002 al 2006.
Àlbums d'estudi, EP o mini àlbums
1. Electronic Meditation (1970)
2. Alpha Centauri (1971)
3. Zeit (1972)
4. Atem (1973)
5. Phaedra (1974)
6. Rubycon (1975)
7. Stratosfear (1976)
8. Cyclone (1978)
9. Force Majeure (1979)
10. Tangram (1980)
11. Exit (1981)
12. White Eagle (1982)
13. Hyperborea (1983)
14. Le Parc (1985)
15. Green Desert (1986, enregistrat en 1973)
16. Underwater Sunlight (1986)
17. Tyger (1987)
18. Optical Race (1988)
19. Lily on the Beach (1989)
20. Melrose (1990)
21. Rockoon (1992)
22. Quinoa (1992, revisat el 1998)
23. Turn of the Tides (1994)
24. Tyranny of Beauty (1995)
25. The Dream Mixes (1995)
26. Tangerine Ambience (1996)
27. Goblins' Club (1996)
28. Tangerine Ambience Vol II (1997)
29. TimeSquare – Dream Mixes II (1997)
30. Ambient Monkeys (1997)
31. Der Meteor (1997)
32. The Hollywood Years Vol. 1 (1998)
33. The Hollywood Years Vol. 2 (1998)
34. Mars Polaris (1999)
35. The Seven Letters from Tibet (2000)
36. The Past Hundred Moons (2001)
37. The Melrose Years (2002) (Re-enregistrat de Optical Race, Lily on the Beach and Melrose)
38. DM 4 (2003)
39. Purgatorio (2004)
40. Kyoto (2005)
41. Space Flight Orange (2005) (EP)
42. Jeanne d'Arc (2005)
43. Phaedra 2005 (2005) (Re-enregistrat)
44. Blue Dawn (2006)
45. Paradiso (2006)
46. Metaphor (2006) (EP)
47. Springtime In Nagasaki (2007) (Five Atomic Seasons)
48. Madcap's Flaming Duty (2007)
49. Summer In Nagasaki (2007) (Five Atomic Seasons)
50. One Times One (2007)
51. Purple Diluvial (2008)
52. Views from a Red Train (2008)
53. The Anthology Decades (2008)
54. Tangram 2008 (2008) (Re-enregistrat)
55. Hyperborea 2008 (2008) (Re-enregistrat)
56. Fallen Angels (2008) (EP o single?)
57. Autumn in Hiroshima (2008) (Five Atomic Seasons)
58. Choice (2008) (EP)
59. Flame (2009)
60. Chandra – The Phantom Ferry Part I (2009)
61. A Cage in Search of a Bird (2009) (EP)
62. Winter in Hiroshima (2009) (Five Atomic Seasons)
63. DM V (2010)
64. Zeitgeist (2010) (EP)
65. Run to Vegas (2010)
66. Under Cover – Chapter One (2010)
67. The Endless Season (2010) (Five Atomic Seasons)
68. The Island of the Fay (2011) (Eastgate's Sonic Poems Series)
69. The Gate of Saturn (2011) (mini-àlbum o EP)
70. The Angel of the West Window (2011) (Eastgate's Sonic Poems Series)
71. Mona da Vinci (2011) (mini-àlbum o EP)
72. Finnegans Wake (2011) (Eastgate's Sonic Poems Series)
73. Machu Picchu (2012) (mini-àlbum o EP)
74. Cruise to Destiny (2013)
75. Franz Kafka — The Castle (2013) (Eastgate's Sonic Poems Series)
76. Chandra – The Phantom Ferry Part II (2014)
77. Josephine The Mouse Singer (2014) (mini-àlbum)
78. Mala Kunia (2014) (mini-àlbum)
79. Zero Gravity (2015) (EP amb Jean-Michel Jarre)
80. Quantum Key (2015) (mini-àlbum)
81. Particles (2016) (mini-àlbum or EP)
82. Light Flux (2017)
83. Quantum Gate (2017)[6]
84. Recurring Dreams (2019)
85. Probe 6–8 (2021) (EP)
86. Raum (2022)[7]

## Guardons
Nominacions
- 1992: Grammy al millor àlbum de new-age
- 1993: Grammy al millor àlbum de new-age
- 1994: Grammy al millor àlbum de new-age
- 1995: Grammy al millor àlbum de new-age
- 1996: Grammy al millor àlbum de new-age